# Zhan zhuang

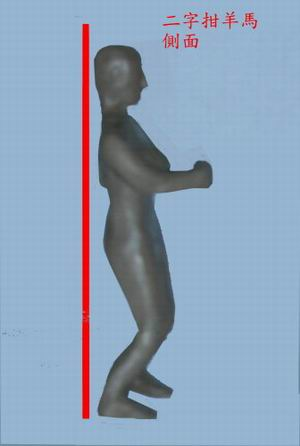
Position schématique du Zhan zhuang

Zhan zhuang (chinois : 站桩 ; pinyin : zhàn zhuāng ; litt. « se tenir droit comme un poteau », appellation du nord de la Chine, également appelé zhuo ma (坐马 / 坐馬, zuò mǎ) dans les arts martiaux du Sud, parfois traduit en « posture de l'arbre », est une posture statique utilisée en qi gong, (exercices de santé de la médecine traditionnelle chinoise - kiko en japonais), et notamment comme méthode d’entraînement de nombreux arts martiaux chinois. Elle permet de développer l'efficacité des mouvements, la concentration, la perfection de l'alignement structurel et la force.
Le Zhan zhuang est le plus souvent pratiqué dans les styles internes comme le Taiji quan, le Xinyi quan et le Bagua zhang et le Yi Quan qui l'a perfectionné et démocratisé, en insistant sur une progression pas à pas, pour renforcer le corps par l'esprit et l'âme.
Cet exercice travail principalement les muscles quadriceps fémoral, gastrocnémien. Elle permet également de travailler l'équilibre. Son travail dans la durée permet de travailler la respiration abdominale et de travailler ainsi le muscle droit de l'abdomen et muscle oblique externe de l'abdomen, autour du dantian et d'apprendre, selon la théorie du qi gong, à déployer les énergies dans le reste des muscles volontaires, et à travailler en décontraction. Bien que cet aspect soit aujourd'hui très rarement abordé par les enseignants d'arts martiaux, le Zhan zhuang est également une pratique méditative nommée Ritsu Zen (méditation debout)  au Japon. Cette posture est notamment utilisée dans la pratique des arts martiaux dits internes tels que le karaté Jiseido, développé par Sensei Kenji Tokistu. 